# Оленёв, Владимир Иванович
Влади́мир Ива́нович Оленёв (21 мая 1947, Волжск, Марийская АССР, РСФСР — 26 сентября 2017, Йошкар-Ола, Марий Эл, Россия) — советский и российский журналист, преподаватель высшей школы, комсомольский, партийный и административный руководитель, общественно-политический деятель. Председатель Государственного комитета Марийской АССР по телевидению и радиовещанию, генеральный директор / председатель Государственной телевизионной радиовещательной компании «Марий Эл» (1985—2012), председатель Союза журналистов Марийской АССР / ССР / Марий Эл (1987—2000, 2003—2009), секретарь Союза журналистов России (1995—2000). Кандидат философских наук (1985), профессор. Академик Международной академии телевидения и радиовещания (2002), действительный член Международной академии телевидения и радио. Заслуженный журналист Республики Марий Эл (1995).

## Биография
Родился 21 мая 1947 года в г. Волжске — центре Волжского района Марийской АССР. В 1965 году с серебряной медалью окончил волжскую школу № 4.
В 1971 году заочно окончил факультет журналистики МГУ им. М.В. Ломоносова, в 1985 году — аспирантуру Академии общественных наук при ЦК КПСС, где успешно защитил кандидатскую диссертацию. Кандидат философских наук (1985).
Начал работать корреспондентом районной газеты «Волжская правда», заведующим отделом республиканской молодёжной газеты «Молодой коммунист».
С 1971 года находился на комсомольской работе: первый секретарь Йошкар-Олинского горкома ВЛКСМ. В 1973—1974 годах служил в рядах Советской Армии в г. Куйбышеве (ныне — г. Самара).
В 1974—1977 годах — второй секретарь Марийского обкома ВЛКСМ, в 1977—1979 годах — первый секретарь Марийского обкома ВЛКСМ.
В 1979 году перешёл на партийную работу: до 1982 года — первый секретарь Ленинского райкома КПСС, в 1991 году — второй секретарь Республиканского комитета КПРФ[уточнить].
В 1980—1985 годах был депутатом Верховного Совета Марийской АССР X созыва, Йошкар-Олинского городского Совета депутатов трудящихся XIV созыва, Ленинского районного Совета депутатов г. Йошкар-Олы XVI—XVIII созывов.
В 1985—2012 годах — председатель Государственного комитета Марийской АССР по телевидению и радиовещанию, генеральный директор / председатель ГТРК «Марий Эл». В 1987—2000, 2003—2009 годах — председатель Союза журналистов Марийской АССР / ССР / Марий Эл. В 1995—2000 годах — секретарь Союза журналистов России.
С 2000 по 2013 годы работал в Марийском государственном университете сначала доцентом, а затем в течение 5 лет заведовал кафедрой международных отношений и связей с общественностью факультета международных отношений университета. В 2013—2017 годах работал на должности профессора кафедры социальных наук и технологий факультета социальных технологий Поволжского государственного технологического университета.
Академик Международной академии телевидения и радиовещания (2002), действительный член Международной академии телевидения и радио.

## Память

Мемориальная доска В. И. Оленёву на доме № 198 по улице Волкова в Йошкар-Оле

- 12 августа 2020 года на доме № 198 по улице Волкова в Йошкар-Оле, где жил В. И. Оленёв в 1985—2017 годах, состоялось открытие мемориальной доски, установленной по инициативе супруги журналиста и общественно-политического деятеля Т. Б. Оленёвой[4].
- В 2019 году в Марий Эл вышла в свет книга воспоминаний «Щемящие строки памяти», автором которой стала супруга журналиста и общественного деятеля В. И. Оленёва Т. Б. Оленёва[5].

## Звания и награды
- Заслуженный журналист Республики Марий Эл (1995)[2]
- Нагрудный знак «Почётный радист Российской Федерации»[1]
- Медаль «За доблестный труд. В ознаменование 100-летия со дня рождения Владимира Ильича Ленина»
- Медаль «Ветеран труда»
- Почётная грамота Республики Марий Эл (1997)[2]
- Премия Союза журналистов России[1]